# Толсти Врх (Литија)
Толсти врх (словен. Tolsti Vrh) је насељено место у општини Литија, Засавска регија, Словенија.

## Историја
До територијалне реорганизације у Словенији био је у саставу старе општине Литија. Као самостално насељено место, Толсти Врх постоји од 1995. године. Настао је издвајањем дела из насеља Мала села.

## Становништво
У попису становништва из 2011. године, Толсти Врх је имао 23 становника.
| Број становника према пописима | Број становника према пописима |
| ------------------------------ | ------------------------------ |
| 2002                           | 2011                           |
| 21                             | 23                             |

Напомена: Године 1995. настао издвајањем дела из насеља Мала села.